# Lettország himnusza
A Dievs, svētī Latviju! (Isten áldja Lettországot) Lettország nemzeti himnusza. A szöveg és a zene egyaránt Kārlis Baumanis (1834–1904) műve.
 Lettország himnusza?*

## Szövege lettül
Dievs, svētī Latviju,
Mūs' dārgo tēviju,
Svētī jel Latviju,
Ak, svētī jel to!
Kur latvju meitas zied,
Kur latvju dēli dzied,
Laid mums tur laimē diet,
Mūs' Latvijā!

## Külső hivatkozások
- mp3
- Szöveg+MP3
- MIDI File Archiválva 2006. február 20-i dátummal a Wayback Machine-ben
- Hivatalos MP3-felvétel (kattints ezekre a szavakra: Kārļa Baumaņa komponēto mūziku)